# Concurso Internacional de Dirección de Cadaqués
El Concurso Internacional de Dirección de Cadaqués, es un concurso de música para jóvenes directores de orquesta organizado por la Orquesta de Cadaqués, que se realiza en Cadaqués, Gerona, España.
El concurso se realiza cada dos años y está organizado por la Orquesta de Cadaqués. El primer concurso se organizó en 1992 con la idea de ser una plataforma para jóvenes directores que inician su carrera profesional. El primer premio consiste en un premio en efectivo y compromisos para dirigir conciertos con orquestas como la Orquesta Filarmónica de la BBC, la Orquesta de Cámara de Viena, DeFilharmonie, la Orquesta Sinfónica de Bilbao, la Orquesta Sinfónica de RTVE, la Orquesta Nacional de España y la Orquesta Sinfónica de Barcelona y Nacional de Cataluña .
Los presidentes del jurado son los directores Guennadi Rojdéstvenski y Neville Marriner. Philippe Entremont, Jorma Panula, Alexander Rahbari, Adrian Leaper, Gianandrea Noseda, Lutz Köhler, Jaime Martín, François Bou, Cristina Rocca, Louwrens Langevoort y Joji Hattori han sido miembros del jurado.
En cada concurso, una de las prendas obligatorias es una nueva composición. Xavier Montsalvatge, Cristóbal Halffter, Luis de Pablo, Joan Guinjoan y Lleonard Balada han escrito piezas para el concurso.

## Premio Internacional de Dirección de Cadaqués
- 1992 Primer premio: Charles Peebles. Segundo premio: Alejandro Posadas
- 1994 Primer premio: Gianandrea Noseda . Segundo premio: Christopher Gayford
- 1996 Primer premio: Achim Fiedler . Segundo premio: Zsolt Hamar
- 1998 Primer premio: Gloria Isabel Ramos . Segundo premio: desierto
- 2000 Primer premio: desierto . Segundo premio: Christoph Müller
- 2002 Primer premio: Vasily Petrenko . Segundo premio: Jonathan Pasternack
- 2004 Primer premio: desierto . Segundo premio: Hans Leenders
- 2006 Primer premio: Pablo González . Segundo premio: Justin Doyle
- 2008 Primer premio: Michal Nestorowicz . Segundo premio: Daniele Rustioni
- 2010 Primer premio: Andrew Gourlay . Segundo premio: Domingo Garcia Hindoyan
- 2013 Primer premio : Lorenzo Viotti. Segundo premio: Vlad Vizireanu[2]

## Obras creadas
- 1992 : Sortilegios de Xavier Montsalvatge
- 1994 : Daliniana de Cristóbal Halffter
- 1996 : Rostro de Luis de Pablo
- 1998 : Pantonal de Joan Guinjoan
- 2000 : Pasacaglia de Lleonard Balada
- 2002 : Elephant Skin de Jesús Rueda
- 2004 : Movimiento de Jesús Torres
- 2006 : Tkakun de Ramón Lazkano
- 2008 : Cabo de Quers de David del Puerto
- 2010 : Hekkan de José María Sánchez Verdú
- 2013 : La ausencia de Héctor Parra[2]